# 比西耶尔圣乔治
比西耶尔圣乔治（法語：Bussière-Saint-Georges，法語發音：[bysjɛʁ sɛ̃ ʒɔʁʒ]）是法国克勒兹省的一个市镇，位于该省东北部，属于盖雷区。

## 地理
比西耶尔圣乔治（46°24'0"N, 2°8'38"E）面积22.45 平方千米，位于法国新阿基坦大区克勒兹省，该省份为法国中部省份，位于法國中央高原西北部，北起安德尔省和谢尔省，西接维埃纳省，南至科雷兹省，东临多姆山省，东北与阿列省接壤。
与比西耶尔圣乔治接壤的市镇（或旧市镇、城区）包括：圣普列斯特拉马什、布萨克堡、马勒雷布萨克、努泽里内、圣马里安、维容。

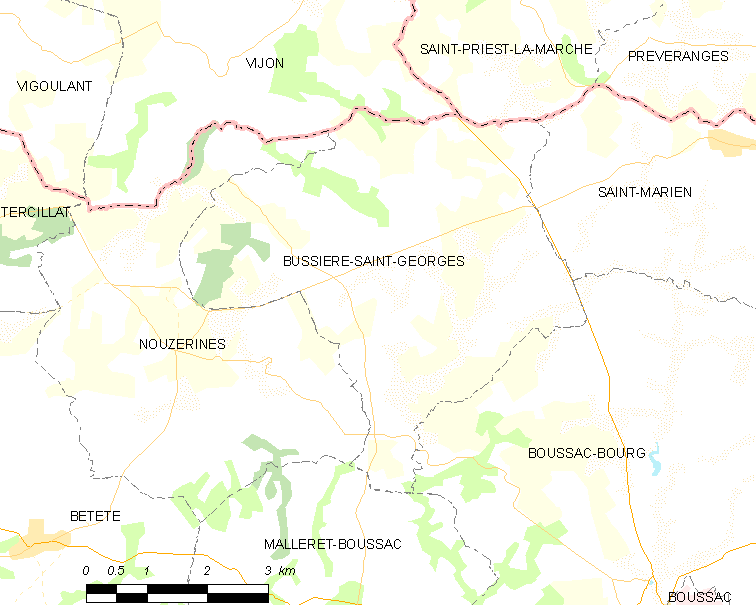
比西耶尔圣乔治的OSM定位图

比西耶尔圣乔治的时区为UTC+01:00、UTC+02:00（夏令时）。

## 行政
比西耶尔圣乔治的邮政编码为23600，INSEE市镇编码为23038。

## 政治
比西耶尔圣乔治所属的省级选区为布萨克县。

## 人口

1962-2008年间比西耶尔圣乔治人口变化图示

比西耶尔圣乔治于2022年1月1日时的人口数量为259人。